# Кадорна, Рафаэле (1815)
Рафаэле Алессандро Кадорна (итал. Raffaele Alessandro Cadorna; 9 февраля 1815, Милан — 6 февраля 1897, Турин) — итальянский генерал.
Служил в армии сардинской армии после окончания Королевской академии в Турине (1833). Командовал добровольческим инженерным батальоном в австро-итальянской (1848—1849). В составе сардинских войск участвовал в Крымской кампании.
В австро-итало-французской войне (1859) отличился в битве при Сольферино и был произведён в полковники. Непродолжительное время был военным министром Тосканы (после изгнания великого герцога Леопольда II и перед присоединением Тосканы к Сардинскому королевству).
После присоединения Королевства обеих Сицилий, в 1860 году назначен главнокомандующим войск на Сицилии. Затем подавил разбой в Абруццо.
В ходе австро-прусско-итальянской войны (1866) успешно действовал во Фриули. 
16 сентября 1870 года, командуя армейским корпусом, занял Чивитавеккию, а 2 сентября, после непродолжительного обстрела, взял Рим.
С 1877 года в отставке.

## Награды
- Кавалер Высшего ордена Святого Благовещения (1895)
- Кавалер Большого креста ордена Святых Маврикия и Лазаря (1895)
- Кавалер Большого креста Савойского Военного ордена (23.10.1870)
- Командор Савойского Военного ордена (3.10.1860)
- Кавалер Савойского Военного ордена (12.06.1856)
- Кавалер Большого креста ордена Короны Италии (1895)
- Медаль «За участие в Крымской войне»
- Медаль «В память о войнах за независимость»
- Медаль «В память объединения Италии»
- Медаль «За заслуги в освобождении Рима в 1849—1870»